# Synstemon
Synstemon é um género botânico pertencente à família Brassicaceae.